# Sadnecessary
Sadnecessary ist das Debütalbum der deutschen Folktronica-Band Milky Chance.

## Entstehung und Artwork
Alle Lieder des Albums wurden in Eigenregie von den beiden Bandgründern Philipp Dausch und Clemens Rehbein abgemischt, komponiert und produziert. Gemastert wurde das Album von Studiokassel unter der Leitung von Mathias Jakob und Andreas Störmer. Es wurde unter den Musiklabels Lichtdicht Records, PIAS Germany, Ignition Records, Surya Musica, Neon Records und Republic Records veröffentlicht. Auf dem Cover des Albums ist – neben den Künstlernamen und dem Albumtitel – ein blau-grün-rotes Gemälde zu sehen. Die Artworkarbeiten stammen von Moritz Buchmann, Martin Rost und Benne Weymann.

## Veröffentlichung und Promotion
Veröffentlichung
Am 31. Mai 2013 veröffentlichte das von Freunden eigens für Milky Chance in Kassel gegründete Musiklabel Lichtdicht Records Sadnecessary weltweit als Download, vermittelt über den Berliner Musikvertrieb und Content Aggregator recordJet. Ebenfalls am 31. Mai 2013 erfolgte in Deutschland die physische Veröffentlichung als CD durch Lichtdicht Records im Eigenvertrieb. Am 18. Oktober 2013 folgte die Zweitveröffentlichung des physischen Tonträgers in Deutschland und zeitgleich die Erstveröffentlichung als physischer Tonträger in Österreich und der Schweiz über PIAS Germany. In den Folgewochen wurde das Album im restlichen Europa sowie am 2. November 2013 in Australien als physischer Tonträger veröffentlicht. Nach mehr als einem Jahr wurde Sadnecessary am 14. Oktober 2014 in den Vereinigten Staaten als physischer Tonträger veröffentlicht. Das Album enthält zwölf neue Studioaufnahmen. Zeitgleich mit der Veröffentlichung des regulären Albums wurde eine „Deluxe-Edition“ mit zwei zusätzlichen Bonustracks herausgegeben. Neben der weltweit veröffentlichten „Deluxe-Edition“, existieren auch einige regionale Veröffentlichungen des Albums, die sich alle durch die Anzahl, Auswahl und Reihenfolge der Titel und der Bonustitel unterscheiden. Am 31. Oktober 2014 erschien in Deutschland, Österreich und der Schweiz eine „Special-Edition“ von Sadnecessary, die sechs Liveaufnahmen als Bonus-Tracks und eine zusätzliche DVD beinhalten.
Stolen Dance (EP)
Um den US-amerikanischen und kanadischen Fans die Wartezeit auf den physischen Tonträger des Debütalbums zu verkürzen, wurde im Vorfeld eine EP mit dem gleichnamigen Titel Stolen Dance veröffentlicht. Die Erstveröffentlichung in den Vereinigten Staaten erfolgte am 9. Mai 2014. Die EP beinhaltet die Stücke Stolen Dance, Down by the River, Feathery und Fairytale. Alle Titel sind auch auf dem Album Sadnecessary zu finden. Die Webpräsenz Allmusic bewertete die US-amerikanische Version der EP mit 3/5 Sternen. Die Stolen Dance EP war in den Vereinigten Staaten vier Wochen in den Albumcharts und erreichte Platz 181, es war für die Band der erste Charterfolg in den US-amerikanischen Albumcharts.
Promotion
Im Mai 2013 wurden Milky Chance von einer unabhängigen Jury aus Musikjournalisten zum „recordJet Passenger of the Month“ gewählt und erhielten im Zuge dieser Auszeichnung eine kostenlose Grundpromotion. Das Musikmagazin Startrampe des Bayerischen Rundfunks strahlte zur Wiederveröffentlichung von Sadnecessary eine Sonderausgabe aus, das sich eine halbe Stunde lang ausschließlich mit der Band befasste. Neben einer Vielzahl von Auftritten auf Musikfestivals und im Hörfunk folgten zur weiteren Promotion Liveauftritte in den Fernsehsendungen Living Room von Joiz Germany und Circus HalliGalli von ProSieben. Am 23. Oktober 2014 absolvierte Milky Chance als erster deutscher Interpret einen Liveauftritt in der US-amerikanischen Late-Night-Show Jimmy Kimmel Live!, bei dem sie Stolen Dance spielten.

## Titelliste
Alle Liedtexte sind in englischer Sprache verfasst. Musikalisch bewegen sich die Lieder im Bereich des Folk und Indie-Pop. Gesungen werden die Stücke von Clemens Rehbein, im Hintergrund ist der Bandkollege Philipp Dausch zu hören. Die Instrumente wurden ohne weitere Musiker selbst eingespielt.
| #  | Titel                    | Autor(en)                       | Produzent(en)                   | Länge |
| -- | ------------------------ | ------------------------------- | ------------------------------- | ----- |
| 1  | Stunner                  | Philipp Dausch, Clemens Rehbein | Philipp Dausch, Clemens Rehbein | 4:48  |
| 2  | Flashed Junk Mind        | Philipp Dausch, Clemens Rehbein | Philipp Dausch, Clemens Rehbein | 4:22  |
| 3  | Becoming                 | Philipp Dausch, Clemens Rehbein | Philipp Dausch, Clemens Rehbein | 2:24  |
| 4  | Running                  | Philipp Dausch, Clemens Rehbein | Philipp Dausch, Clemens Rehbein | 4:28  |
| 5  | Feathery (Slow-Version)  | Philipp Dausch, Clemens Rehbein | Philipp Dausch, Clemens Rehbein | 3:16  |
| 6  | Indigo                   | Philipp Dausch, Clemens Rehbein | Philipp Dausch, Clemens Rehbein | 1:26  |
| 7  | Sadnecessary             | Philipp Dausch, Clemens Rehbein | Philipp Dausch, Clemens Rehbein | 4:58  |
| 8  | Down By the River        | Philipp Dausch, Clemens Rehbein | Philipp Dausch, Clemens Rehbein | 4:01  |
| 9  | Sweet Sun                | Philipp Dausch, Clemens Rehbein | Philipp Dausch, Clemens Rehbein | 4:34  |
| 10 | Fairytale                | Philipp Dausch, Clemens Rehbein | Philipp Dausch, Clemens Rehbein | 4:16  |
| 11 | Stolen Dance             | Philipp Dausch, Clemens Rehbein | Philipp Dausch, Clemens Rehbein | 5:13  |
| 12 | Loveland (Studioversion) | Philipp Dausch, Clemens Rehbein | Philipp Dausch, Clemens Rehbein | 3:32  |
|    | Bonustracks              |                                 |                                 |       |
| 13 | Feathery                 | Philipp Dausch, Clemens Rehbein | Philipp Dausch, Clemens Rehbein | 4:24  |
| 14 | Loveland                 | Philipp Dausch, Clemens Rehbein | Philipp Dausch, Clemens Rehbein | 4:00  |
|    | Special-Edition          |                                 |                                 |       |
| 13 | Sweet Sun (live)         | Philipp Dausch, Clemens Rehbein | Philipp Dausch, Clemens Rehbein | 4:59  |
| 14 | Running (live)           | Philipp Dausch, Clemens Rehbein | Philipp Dausch, Clemens Rehbein | 4:49  |
| 15 | Given (live)             | Philipp Dausch, Clemens Rehbein | Philipp Dausch, Clemens Rehbein | 5:09  |
| 16 | Nevermind (live)         | Philipp Dausch, Clemens Rehbein | Philipp Dausch, Clemens Rehbein | 6:02  |
| 17 | Follow (live)            | Philipp Dausch, Clemens Rehbein | Philipp Dausch, Clemens Rehbein | 6:07  |
| 18 | Who to Blame (live)      | Philipp Dausch, Clemens Rehbein | Philipp Dausch, Clemens Rehbein | 6:41  |

## Singleauskopplungen
Bereits einen Monat vor der Veröffentlichung des Albums wurde am 5. April 2013 die Single Stolen Dance ausgekoppelt. Erst nach fast einem Jahr folgte die zweite Singleveröffentlichung Down by the River. Die letzte Single Flashed Junk Mind wurde am 17. Oktober 2014 veröffentlicht. Alle Singles konnten sich in den Singlecharts platzieren. In Frankreich konnte sich aufgrund hoher Einzeldownloads das Lied Fairytale neun Wochen in den Charts platzieren und erreichte dabei mit Position 96 seine höchste Chartnotierung.
Chartplatzierungen

| Jahr | Titel             | Höchstplatzierung, Gesamtwochen, AuszeichnungChartplatzierungen (Jahr, Titel, , Platzierungen, Wochen, Auszeichnungen, Anmerkungen) | Höchstplatzierung, Gesamtwochen, AuszeichnungChartplatzierungen (Jahr, Titel, , Platzierungen, Wochen, Auszeichnungen, Anmerkungen) | Höchstplatzierung, Gesamtwochen, AuszeichnungChartplatzierungen (Jahr, Titel, , Platzierungen, Wochen, Auszeichnungen, Anmerkungen) | Höchstplatzierung, Gesamtwochen, AuszeichnungChartplatzierungen (Jahr, Titel, , Platzierungen, Wochen, Auszeichnungen, Anmerkungen) | Höchstplatzierung, Gesamtwochen, AuszeichnungChartplatzierungen (Jahr, Titel, , Platzierungen, Wochen, Auszeichnungen, Anmerkungen) | Anmerkungen                                               |
| Jahr | Titel             | DE | AT | CH | UK | US | Anmerkungen                                               |
| ---- | ----------------- | --- | --- | --- | --- | --- | --------------------------------------------------------- |
| 2013 | Stolen Dance      | DE2 Platin · (60 Wo.)DE | AT1 ×2Doppelplatin · (28 Wo.)AT | CH1 (60 Wo.)CH | UK24 Platin · (21 Wo.)UK | US39 ×5Fünffachplatin · (25 Wo.)US                                                                                                  | Erstveröffentlichung: 5. April 2013 Verkäufe: + 7.540.000 |
| 2014 | Down by the River | DE39 (18 Wo.)DE | — | CH55 (4 Wo.)CH | UK79 Silber · (3 Wo.)UK | US— GoldUS | Erstveröffentlichung: 28. März 2014 Verkäufe: + 780.000   |
| 2014 | Flashed Junk Mind | DE73 (3 Wo.)DE | AT— GoldAT | — | — | US— GoldUS | Erstveröffentlichung: 29. August 2014 Verkäufe: + 630.000 |

## Mitwirkende
| Albumproduktion - Philipp Dausch: Abmischung, DJ, Hintergrundgesang, Komponist, Musikproduzent - Mathias Jakob: Mastering - Clemens Rehbein: Abmischung, Gesang, Gitarre, Komponist, Musikproduzent - Andreas Störmer: Mastering Artwork - Moritz Buchmann: Artwork (Coverbild) - Martin Rost: Artwork (Coverbild) - Benne Weymann: Artwork (Coverbild) | Unternehmen - Lichtdicht Records: Musiklabel - PIAS Germany: Musiklabel - recordJet: Vertrieb - Republic Records: Musiklabel - Rough Trade Records: Vertrieb - Studiokassel: Mastering |

## Rezeption

### Rezensionen
Die US-amerikanische Musikzeitschrift Spin zeichnete Sadnecessary als „Album der Woche“ aus.
Amelie Köppl von laut.de beschrieb das Album folgendermaßen: „Der Abend mit Milky Chance auf dem Dockville Festival 2013 wird mir noch lange in Erinnerungen bleiben. Im Gepäck hatte der junge Mann aus Kassel sein erstes Album, das über das Label Lichtdicht Records erscheint, das seine Freunde extra für ihn gegründet haben. … Clemens Rehbein singt und spielt, als wäre das sprichwörtliche “omen est nomen” erst für ihn erfunden worden: sanft, umschmeichelnd und in gleichem Maße vorantreibend. Sein Debüt Sadnecessary erzählt Geschichten aus dem Bauch heraus. In einer Mischung aus Pop, Singer-Songwritertum und Anleihen aus dem weiten Reggae-Gefilde singt Milky Chance nach seinem YouTube-Renner Stolen Dance noch dreizehn weitere Songs über große Liebe und kleine Gesten. … Wie auf dem Dockville bewegt Milky Chance auch mit seinem Album die Herzen der Hörer. Das aber in einem lässigen Takt, auf den der Pop schon seit langem wartet.“ Während der Echoverleihung 2015 wurden Milky Chance für ihre großen Erfolge des Albums im Ausland mit einem ECHO in der Kategorie „Bester nationaler Act im Ausland“ ausgezeichnet.

### Auszeichnungen
Am 5. Dezember 2013 wurde die Single Stolen Dance mit einer 1 Live Krone in der Kategorie „Beste Single“ ausgezeichnet. Sadnecessary wurde am 14. Januar 2015 mit dem European Border Breakers Award als bestverkauftes deutsches Album außerhalb Deutschlands ausgezeichnet.

## Kommerzieller Erfolg

### Chartplatzierungen
Sadnecessary erreichte in Deutschland Position 14 der Albumcharts und konnte sich insgesamt 34 Wochen in den Charts halten. In den deutschen Independentcharts platzierte sich das Album auf Rang fünf. Des Weiteren stieg das Album am Tag der Veröffentlichung direkt auf Platz 18 der deutschen iTunes-Charts ein. In Österreich erreichte das Album Position 23 und konnte sich dort insgesamt 19 Wochen in den Charts halten. In der Schweizer Hitparade erreichte das Album Position 14 und konnte sich insgesamt 51 Wochen in den Charts halten. Im Vereinigten Königreich erreichte das Album in fünf Chartwochen mit Position 36 seine Höchstplatzierung. In den Vereinigten Staaten erreichte das Album Position 17 der Charts und hielt sich 32 Wochen in den Billboard 200.
2014 platzierte sich Sadnecessary auf Position 30 in den Schweizer Album-Jahrescharts. 2015 platzierte sich das Album auf Position 180 in den US-amerikanischen Album-Jahrescharts. Für Milky Chance war dies der zweite Charterfolg in den US-amerikanischen Albumcharts, sowie der erste in Deutschland, Österreich, der Schweiz und dem Vereinigten Königreich. In den Vereinigten Staaten konnte sich bis heute kein Album der Band höher in den Charts platzieren.
| ChartsChartplatzierungen       | Höchstplatzierung | Wochen |
| ------------------------------ | ----------------- | ------ |
| Deutschland (GfK)              | 14 (34 Wo.)       | 34     |
| Österreich (Ö3)                | 23 (19 Wo.)       | 19     |
| Schweiz (IFPI)                 | 14 (51 Wo.)       | 51     |
| Vereinigte Staaten (Billboard) | 17 (32 Wo.)       | 32     |
| Vereinigtes Königreich (OCC)   | 36 (5 Wo.)        | 5      |

| ChartsJahrescharts (2014) | Platzierung |
| ------------------------- | ----------- |
| Schweiz (IFPI)            | 30          |

| ChartsJahrescharts (2015)      | Platzierung |
| ------------------------------ | ----------- |
| Vereinigte Staaten (Billboard) | 180         |

### Auszeichnungen für Musikverkäufe
2014 wurde Sadnecessary in Deutschland mit einer Goldenen Schallplatte für über 100.000 verkaufte Einheiten ausgezeichnet. Insgesamt erhielt das Album weltweit eine Silberne, sieben Goldene und vier Platin-Schallplatten, womit sich das Album laut Schallplattenauszeichnungen über 900.000 Mal verkaufte.

| Land/Region                  | Auszeichnungen für Musikverkäufe (Land/Region, Auszeichnung, Verkäufe) | Verkäufe |
| ---------------------------- | ---------------------------------------------------------------------- | -------- |
| Australien (ARIA)            | Gold                                                                   | 35.000   |
| Dänemark (IFPI)              | Gold                                                                   | 10.000   |
| Deutschland (BVMI)           | Gold                                                                   | 100.000  |
| Frankreich (SNEP)            | Gold                                                                   | 50.000   |
| Italien (FIMI)               | Gold                                                                   | 25.000   |
| Kanada (MC)                  | 2× Platin                                                              | 160.000  |
| Neuseeland (RMNZ)            | 2× Platin                                                              | 30.000   |
| Österreich (IFPI)            | Gold                                                                   | 7.500    |
| Vereinigte Staaten (RIAA)    | Gold                                                                   | 500.000  |
| Vereinigtes Königreich (BPI) | Silber                                                                 | 60.000   |
| Insgesamt                    | 1× Silber · 7× Gold · 4× Platin ·                                      | 977.500  |